# Campionato nordico di calcio 1964-1967
Il Campionato nordico di calcio 1964-1967 (Nordisk Mesterskap 1964-1967) fu la nona edizione del Campionato nordico di calcio, competizione calcistica per nazione riservata ai paesi scandinavi. La competizione si svolse in forma itinerante dal 28 giugno 1964 al 5 novembre 1967 e vide la partecipazione di quattro squadre: Danimarca, Finlandia, Norvegia e Svezia.

## Formula
- Qualificazioni

Nessuna fase di qualificazione. Le squadre sono qualificate direttamente alla fase finale.
- Fase finale

Girone unico - 4 squadre, giocano partite di andata e ritorno per due turni. La vincente si laurea campione dei Paesi Nordici.

## Squadre partecipanti
| Pr. | Squadra   | Data di qualificazione certa | Partecipante in quanto | Partecipazioni precedenti al torneo                                                        | Ultima presenza |
| --- | --------- | ---------------------------- | ---------------------- | ------------------------------------------------------------------------------------------ | --------------- |
| 1   | Danimarca | -                            | Qualificata di diritto | 8 (1924-1928, 1929-1932, 1933-1936, 1937-1947, 1948-1951, 1952-1955, 1956-1959, 1960-1963) | 1960-1963       |
| 2   | Finlandia | -                            | Qualificata di diritto | 7 (1929-1932, 1933-1936, 1937-1947, 1948-1951, 1952-1955, 1956-1959, 1960-1963)            | 1960-1963       |
| 3   | Norvegia  | -                            | Qualificata di diritto | 8 (1924-1928, 1929-1932, 1933-1936, 1937-1947, 1948-1951, 1952-1955, 1956-1959, 1960-1963) | 1960-1963       |
| 4   | Svezia    | -                            | Qualificata di diritto | 8 (1924-1928, 1929-1932, 1933-1936, 1937-1947, 1948-1951, 1952-1955, 1956-1959, 1960-1963) | 1960-1963       |

Nella sezione "partecipazioni precedenti al torneo", le date in grassetto indicano che la nazione ha vinto quella edizione del torneo, mentre le date in corsivo indicano la nazione ospitante.

## Fase finale

### Girone unico

#### Classifica
| Pos | Squadra   | P.ti | G  | V | N | P | GF | GS | DR  |
| --- | --------- | ---- | -- | - | - | - | -- | -- | --- |
| 1   | Svezia    | 14   | 12 | 5 | 4 | 3 | 22 | 14 | +8  |
| 2   | Danimarca | 12   | 12 | 5 | 2 | 5 | 22 | 16 | +6  |
| 3   | Finlandia | 12   | 12 | 5 | 2 | 5 | 14 | 17 | -3  |
| 4   | Norvegia  | 10   | 12 | 3 | 4 | 5 | 13 | 24 | -11 |

#### Risultati
| Arbitro: | Birger Nilsen |

|                                                 |           |               |
| Öberg 22’ Bild 47’ Martinsson 57’ Magnusson 64’ | Marcatori | 65’ Danielsen |

| Arbitro: | Helmut Köhler |

|           |           |  |
| Järvi 59’ | Marcatori |  |

| Trondheim 20 agosto 1964 | Norvegia      | 2 – 0 referto | Finlandia | Lerkendal Stadion (17 056 spett.)\| Arbitro: \| Einer Poulsen \| |
| Arbitro:                 | Einer Poulsen |               |           |                                                                  |

| Arbitro: | Bertil Lööw |

|                        |           |               |
| Järvi 24’ Peltonen 76’ | Marcatori | 85’ Rasmussen |

| Arbitro: | Bobby Davidson |

|             |           |                    |
| Seemann 55’ | Marcatori | 40’ (rig.) Larsson |

| Arbitro: | Erik Beijar |

|                 |           |  |
| Madsen 43’, 83’ | Marcatori |  |

| Arbitro: | Gerhard Schulenburg |

|                                    |           |          |
| Sørensen 47’ (rig.) Madse 53’, 60’ | Marcatori | 7’ Tolsa |

| Arbitro: | Birger Nilsen |

|                         |           |              |
| Madsen 18’ Sørensen 34’ | Marcatori | 30’ Peresson |

| Arbitro: | Einar Boström |

|                                                    |           |  |
| Pahlman 36’ Mäkilä 63’ Kumpulampi 79’ Lindholm 88’ | Marcatori |  |

| Arbitro: | Carl Werner Hansen |

|                       |           |                        |
| Bild 2’ Simonsson 82’ | Marcatori | 35’ Pahlman 55’ Mäkilä |

| Arbitro: | Pehr Engblom |

|                          |           |                          |
| Stavrum 18’ Johansen 40’ | Marcatori | 44’ Troelsen 53’ Fritsen |

| Solna 31 ottobre 1965 | Svezia        | 0 – 0 referto | Norvegia | Råsunda Fotbollstadion (12 922 spett.)\| Arbitro: \| Wacław Majdan \| |
| Arbitro:              | Wacław Majdan |               |          |                                                                       |

| Arbitro: | Birger Nilsen |

|              |           |  |
| Lindholm 20’ | Marcatori |  |

| Arbitro: | Curt Liedberg |

|  |           |              |
|  | Marcatori | 51’ Johansen |

| Arbitro: | Gerhard Schulenburg |

|              |           |              |
| Pedersen 25’ | Marcatori | 68’ Lindholm |

| Arbitro: | Kurt Tschenscher |

|                       |           |               |
| Mäkipää 37’ Laine 61’ | Marcatori | 14’ Jørgensen |

| Arbitro: | Bramming Sørensen |

|                    |           |                                            |
| Hasund 9’ Berg 27’ | Marcatori | 48’ (rig.) Karlsson 60’, 63’, 70’ Turesson |

| Arbitro: | Toimi Olkku |

|                              |           |            |
| Simonsson 27’ Danielsson 48’ | Marcatori | 13’ Wiberg |

| Arbitro: | Arne Jensen |

|  |           |                 |
|  | Marcatori | 20’, 58’ Nilsen |

| Arbitro: | Kurt Handwerker |

|                   |           |              |
| Bjerre 70’ (rig.) | Marcatori | 56’ Selander |

| Arbitro: | Stanisław Eksztajn |

|                             |           |  |
| Eriksson 44’ Danielsson 74’ | Marcatori |  |

| Arbitro: | Bo Nilsson |

|  |           |                                  |
|  | Marcatori | 40’, 41’, 57’, 60’, 63’ Dyreborg |

| Arbitro: | Ivar Hornslien |

|                                          |           |  |
| Hansen 33’ Bjerre 67’ (rig.) Laudrup 74’ | Marcatori |  |

| Arbitro: | Rudi Glöckner |

|                                                    |           |                               |
| Turesson 13’, 89’ Danielsson 39’ Eriksson 48’, 85’ | Marcatori | 57’ (rig.) Iversen 90’ Nilsen |

## Statistiche

### Classifica marcatori
| Gol |  |  | Giocatore       | Squadra   |
| --- |  |  | --------------- | --------- |
| 5   |  |  | Tom Turesson    | Svezia    |
| 5   |  |  | Erik Dyreborg   | Danimarca |
| 5   |  |  | Ole Madsen      | Danimarca |
| 3   |  |  | Inge Danielsson | Svezia    |
| 3   |  |  | Leif Eriksson   | Svezia    |
| 3   |  |  | Tommy Lindholm  | Finlandia |
| 3   |  |  | Olav Nilsen     | Norvegia  |
| 2   |  |  | Harry Bild      | Svezia    |
| 2   |  |  | Agne Simonsson  | Svezia    |
| 2   |  |  | Harald Berg     | Norvegia  |
| 2   |  |  | Erik Johansen   | Norvegia  |
| 2   |  |  | Finn Seemann    | Norvegia  |
| 2   |  |  | Kresten Bjerre  | Danimarca |
| 2   |  |  | Ole Sørensen    | Danimarca |
| 2   |  |  | Harri Järvi     | Finlandia |
| 2   |  |  | Asko Mäkilä     | Finlandia |
| 2   |  |  | Kai Pahlman     | Finlandia |